# Рудий Віталій Валентинович
Віта́лій Валенти́нович Руди́й (31 серпня 1984, смт Головине, Черняхівський район, Житомирська область — 13 травня 2014, с. Маячка, Слов'янський район, Донецька область) — український військовослужбовець, десантник, сержант (посмертно) Збройних сил України. Учасник російсько-української війни.

## Життєпис
Віталій Рудий народився й виріс в смт Головине на Черняхівщині.
Закінчив Головинську загальноосвітню школу, а у 2003 році — Головинське вище професійне училище нерудних технологій за професією тракторист-машиніст. Проходив строкову військову службу в лавах Внутрішніх військ МВС України. Після строкової служби певний час працював в міліції міста Києва. 2011 року одружився.
З початком російської збройної агресії проти України призваний за мобілізацію 11 березня 2014 року.
Сержант, командир відділення аеромобільно-десантного взводу 4-ї аеромобільно-десантної роти 2-го аеромобільно-десантного батальйону 95-ї окремої аеромобільної бригади (м. Житомир).
Загинув 13 травня 2014 року під час виконання бойового завдання.

### Бій під Краматорськом
Десантники на двох БТРах супроводжували три вантажівки ГАЗ-66, що везли міномети, воду і продукти на блокпости. О 12:30 на мосту біля дамби на околиці села Маячка (на той час Октябрське) Слов'янського району, що за 20 км від Краматорська, військова колона потрапила у засідку терористів.
В бою при відбитті нападу загинуло 5 десантників — капітан Вадим Заброцький, старший лейтенант Віталій Дульчик, молодший сержант Віталій Рудий, молодший сержант Сергій Хрущ, старший солдат Олександр Якимов. Сержант Олег Славіцький помер від тяжких поранень у гелікоптері під час медичної евакуації, 8 поранені та контужені (серед них — капітан Володимир Бехтер, він був у другому БТРі, старший солдат Денис Білявський, молодший сержант Тарас Ткаліч, молодший сержант Ярослав Голяченко).
Перша граната з РПГ влучила у головний БТР-80, який вже заїхав на міст. Він зупинився, перекривши дорогу іншим машинам. Одночасно нападниками був відкритий шквальний вогонь зі стрілецької зброї. Загинули старший лейтенант Дульчик і молодший сержант Хрущ, які їхали на броні БТРа. Віталій Рудий був поранений у живіт, помер на мосту. Другий БТР в'їхав у головний, зіштовхнув його вліво і розблокував дорогу. Однак у нього також влучила граната, просто в моторний відсік, і, проїхавши ще метрів 20, машина зупинилася. Під шквальним вогнем опинилися й вантажівки, одна з них повністю згоріла. Водій головного БТРа Сергій Соловйов зумів завести двигун і виштовхати другий БТР з-під обстрілу. Бій тривав протягом години. Після «зачистки» території на місці засідки виявлено заздалегідь обладнані позиції, контейнери від гранатометів РПГ-22 і РПГ-26 та гільзи від снайперських гвинтівок. Нападники пересувалися на двох автомобілях «Газель» і «Жигулі». Кілька терористів під час бою також зазнали поранень, про що свідчать сліди крові та рештки бронежилетів. За даними Міноборони України, нападники втратили щонайменше 5 бійців: один загинув, 4 важко поранені.
16 і 17 травня в Житомирі прощалися із загиблими десантниками, близько 2000 житомирців відвідали військову частину, щоб вшанувати пам'ять героїв, в області було оголошено триденну жалобу. 16 травня Віталія Рудого поховали в селі Головине Черняхівського району.
Вдома залишилися брат, сестра, мама Валентина Павлівна, дружина Леся та 2-річний син Єгор.

## Нагороди
- 19 липня 2014 року — за особисту мужність і героїзм, виявлені у захисті державного суверенітету та територіальної цілісності України, відзначений — нагороджений орденом «За мужність» III ступеня (посмертно).
- недержавною медаллю «За визволення Слов'янська» (посмертно)

## Вшанування пам'яті
Ім'ям Віталія Рудого названо гімназію смт Головине. Одна з вулиць селища перейменована на вулицю Віталія Рудого.